# Agregatowy indeks ubóstwa
Agregatowy indeks ubóstwa – wskaźnik pomagający w ocenie natężenia i zasięgu ubóstwa. Nie istnieje jedna wspólna formuła oceny ubóstwa w tym zakresie, dlatego wyróżniamy trzy najczęściej wykorzystywane indeksy ubóstwa.

## Zasięg ubóstwa
Odsetek gospodarstw domowych danego obszaru, które znajdują się poniżej wcześniej zdefiniowanej granicy ubóstwa. Gdy indeks odsetka ubogich przyjmuje wartość 1 – wszystkie analizowane gospodarstwa domowe znajdują się poniżej granicy ubóstwa. Wartość indeksu równa 0 oznacza brak ubogich gospodarstw w analizowanej grupie. Indeks ten nie informuje o natężeniu zjawiska ubóstwa w ubogim społeczeństwie, bowiem nie wiemy, czy osoby zakwalifikowane jako 'ubogie' posiadają dochód bardzo zbliżony do granicy ubóstwa, czy wręcz przeciwnie: jest on bliski zeru. Ograniczenie to sprawia, że aby uzyskać bardziej szczegółowe informacje, należy zastosować kolejny indeks.

## Indeks Daltona
Miara informująca o wielkości relatywnego natężenia ubóstwa, czyli o średniej stosunkowej odległości dochodu ekwiwalentnego gospodarstw domowych ubogich od wcześniej zdefiniowanej granicy ubóstwa. 
przykładwartość indeksu Daltona = 0,35
interpretacjaPrzeciętna zamożność grupy gospodarstw ubogich jest o 35% niższa od granicy ubóstwa.

## Indeks Jorgensona-Slesnicka
Bada zasięg i natężenie ubóstwa pod kątem szansy likwidacji sfery ubóstwa wykorzystując transfery dodatkowych środków pieniężnych. Można dzięki niemu oszacować wielkość odsetka ogólnej zamożności gospodarstw domowych, który należałoby przetransferować do gospodarstw ubogich, aby pozbyć się sfery ubóstwa.
przykładwartość indeksu Jorgensona-Slesnicka = 0,28
interpretacjaAby zlikwidować sferę ubóstwa należy dokonać transferu do gospodarstw ubogich dodatkowych środków pieniężnych o wartości równoważnej co najmniej 28% sumy ekwiwalentnych dochodów wszystkich poddanych analizie gospodarstw domowych.